# Centerville (Carolina del Nord)
Centerville és una població dels Estats Units a l'estat de Carolina del Nord. Segons el cens del 2000 tenia 99 habitants.

## Demografia
Segons el cens del 2000, Centerville tenia 99 habitants, 41 habitatges i 30 famílies. La densitat de població era de 136,5 habitants per km².
Dels 41 habitatges en un 26,8% hi vivien nens de menys de 18 anys, en un 51,2% hi vivien parelles casades, en un 14,6% dones solteres, i en un 26,8% no eren unitats familiars. En el 24,4% dels habitatges hi vivien persones soles el 19,5% de les quals corresponia a persones de 65 anys o més que vivien soles. El nombre mitjà de persones vivint en cada habitatge era de 2,41 i el nombre mitjà de persones que vivien en cada família era de 2,87.
Per edats la població es repartia de la següent manera: un 17,2% tenia menys de 18 anys, un 11,1% entre 18 i 24, un 22,2% entre 25 i 44, un 26,3% de 45 a 60 i un 23,2% 65 anys o més.
L'edat mediana era de 45 anys. Per cada 100 dones de 18 o més anys hi havia 78,3 homes.
La renda mediana per habitatge era de 29.375 $ i la renda mediana per família de 31.250 $. Els homes tenien una renda mediana de 18.750 $ mentre que les dones 26.250 $. La renda per capita de la població era de 16.849 $. Entorn del 10% de les famílies i el 6,5% de la població estaven per davall del llindar de pobresa.

## Poblacions més properes
El següent diagrama mostra les poblacions més properes.